# Мараоли (Беневенто)
Мараоли је насеље у Италији у округу Беневенто, региону Кампанија.
Према процени из 2011. у насељу је живело 41 становника. Насеље се налази на надморској висини од 133 м.